# روث بارك
روث بارك (بالإنجليزية: Ruth Park)‏‏ (24 أغسطس 1917 في أوكلاند - 14 ديسمبر 2010 في سيدني) كاتِبة، وروائية، وكاتبة للأطفال من نيوزيلندا.

## الجوائز
- Dromkeen Medal [الإنجليزية]‏
- جائزة مايلز فرانكلين
- معين للحصول على نيشان أستراليا